# Robert Jitaru
Robert Eusebiu Jitaru (* 31. Dezember 1997 in Făurei) ist ein rumänischer Boxer im Bantamgewicht.

## Erfolge
Robert Jitaru ist Bronzemedaillengewinner der Jugend-Europameisterschaften 2014 und 2015 sowie Goldmedaillengewinner der U22-Europameisterschaften 2017 und 2018. Er besiegte dabei unter anderem Viliam Tankó, Peter McGrail und Tayfur Əliyev.
Bei der europäischen Olympiaqualifikation 2016 schied er gegen Wasgen Safarjanz und bei den Europameisterschaften 2017 gegen José Quiles aus. Zudem ist Jitaru auch Rumänischer Meister 2016 und 2017.
Im September 2018 gewann er das internationale Golden Belt Tournament in Rumänien durch Siege gegen Michael McDonagh und Vasile Suciu. Im Juni 2019 nahm er an den Europaspielen teil, wo er im ersten Kampf ausschied.
Bei der Europameisterschaft 2024 in Belgrad verlor er im Viertelfinale gegen Richárd Kovács.